# 東洋シート
東洋シート（とうようシート、Toyo Seat Co., Ltd. ）は広島県安芸郡海田町に本社を置く自動車部品メーカーである。本社所在地の近いマツダが取引の多くを占める。自動車用シートの他、オープンカーの幌（ソフトトップ）を生産している。

## 自動車用シート
主にマツダ車やスズキ車のシートを手掛ける。

## オープンカー用ソフトトップ
- マツダ・ロードスター
- 日産・フェアレディZ（ロードスター）